# Айкасар
Айкаса́р (арм. Հայկասար) — село в Армении, в Ширакской области.

## География
Община села Айкасар Ширакской области, находится на северо-западе страны.

## Экономика
Население занимается скотоводством и земледелием.